# Copa Perú Femenina 2022
La Copa Perú Femenina 2022 fue un campeonato amateur de fútbol femenino, desarrollado, organizado y promovido por la Federación Peruana de Fútbol (FPF). Esta fue su tercera edición y por primera vez tuvo carácter de segunda división, otorgando dos cupos de ascenso directo y un cupo de Revalidación a la Liga Femenina FPF 2023.        
Anteriormente, en los dos años que se disputó (2018 y 2019), la Copa Perú Femenina reemplazó nominalmente al Campeonato Nacional de Fútbol Femenino, proclamando al campeón nacional y otorgando un cupo a la Copa Libertadores de América Femenina, pero se descontinuó como torneo de primera división tras la creación de la Liga Femenina FPF en 2021. Los anteriores campeones de la Copa Perú Femenina fueron Municipalidad de Majes en 2018 y Universitario en 2019. No se jugó en los años 2020 y 2021 debido a la pandemia de Covid-19.
En esta ocasión, la Copa Perú Femenina se jugó en todo el Perú, pasando por las etapas distrital, provincial, departamental, regional y nacional, tal como se juega la Copa Perú masculina. Las semifinales, la definición del tercer lugar y la gran final se jugaron entre el 25 y 27 de noviembre en el estadio Municipal de La Molina en Lima.     
Al culminar el torneo, FBC Melgar de Arequipa se proclamó campeón y Defensores del Ilucán de Cutervo quedó subcampeón, por lo que ambos equipos ascendieron directamente a la Liga Femenina FPF 2023. De otro lado, Sporting Victoria de Iquitos, que quedó en el tercer lugar, también logró el ascenso a la Liga Femenina FPF 2023, tras ganar 2-0 en la Revalidación a la Universidad Técnica de Cajamarca, que descendió a la Copa Perú Femenina 2023. De esta manera, la selva peruana también tendrá un equipo en la primera división del fútbol femenino.

## Regiones
Tras culminar las etapas distrital, provincial y departamental, los campeones de las ligas departamentales son reunidos en ocho regiones, de acuerdo a su cercanía geográfica. Luego, los campeones de cada región pasan a la Etapa Nacional, que se disputa en tres etapas: cuartos de final, semifinales y final. Las ocho regiones de la Copa Perú Femenina son las siguientes: 
| Región      | Departamentos |
| ----------- | ------------- |
| Región I    | Amazonas      |
| Región I    | Lambayeque    |
| Región I    | Piura         |
| Región I    | Tumbes        |
| Región II   | Áncash        |
| Región II   | Cajamarca     |
| Región II   | La Libertad   |
| Región II   | San Martín    |
| Región III  | Loreto        |
| Región III  | Ucayali       |
| Región IV   | Callao        |
| Región IV   | Lima          |
| Región V    | Huánuco       |
| Región V    | Junín         |
| Región V    | Pasco         |
| Región VI   | Ayacucho      |
| Región VI   | Huancavelica  |
| Región VI   | Ica           |
| Región VII  | Arequipa      |
| Región VII  | Moquegua      |
| Región VII  | Tacna         |
| Región VIII | Apurímac      |
| Región VIII | Cusco         |
| Región VIII | Madre de Dios |
| Región VIII | Puno          |

## Etapa Regional
En esta etapa, se definieron a los ocho campeones regionales que clasificaron a la Etapa Nacional. Cada región definió a su campeón de acuerdo a lo decidido por las Ligas Departamentales de cada región, por lo que hubo diferentes modalidades de definición: a partido único (regiones III y IV), con un cuadrangular (regiones I y II) o con un triangular (regiones VI, VII y VIII).   
La única definición que dejó participar a los campeones y subcampeones departamentales fue la Región V, por lo que esta contó con seis equipos. Primero, se jugó un hexagonal de tres fechas; luego, semifinales con los cuatro mejores del hexagonal; y, para terminar, una final con los ganadores de las semifinales.   
| Regiones    | Sede                    | Estadio                                     | Modalidad                            | Campeones regionales                     | Campeones regionales | Eliminados en la Etapa Regional          | Eliminados en la Etapa Regional |
| Regiones    | Sede                    | Estadio                                     | Modalidad                            | Equipos                                  | Departamento         | Equipos                                  | Departamento                    |
| ----------- | ----------------------- | ------------------------------------------- | ------------------------------------ | ---------------------------------------- | -------------------- | ---------------------------------------- | ------------------------------- |
| Región I    | Amazonas                | Kuélap de Chachapoyas                       | Cuadrangular (todos contra todos)    | Real Chachapoyas                         | Amazonas             | Alianza Atlético de Sullana              | Piura                           |
| Región I    | Amazonas                | Kuélap de Chachapoyas                       | Cuadrangular (todos contra todos)    | Real Chachapoyas                         | Amazonas             | Fuerza Leonardina de Chiclayo            | Lambayeque                      |
| Región I    | Amazonas                | Kuélap de Chachapoyas                       | Cuadrangular (todos contra todos)    | Real Chachapoyas                         | Amazonas             | Universidad Nacional de Tumbes           | Tumbes                          |
| Región II   | La Libertad             | Víctor Raúl Haya de la Torre de El Porvenir | Cuadrangular con eliminación directa | Defensores del Ilucán de Cutervo         | Cajamarca            | Real Juanjuí FC                          | San Martín                      |
| Región II   | La Libertad             | Víctor Raúl Haya de la Torre de El Porvenir | Cuadrangular con eliminación directa | Defensores del Ilucán de Cutervo         | Cajamarca            | CAR Universitario de Trujillo            | La Libertad                     |
| Región II   | La Libertad             | Víctor Raúl Haya de la Torre de El Porvenir | Cuadrangular con eliminación directa | Defensores del Ilucán de Cutervo         | Cajamarca            | Academia Real Áncash FC de Huaraz        | Áncash                          |
| Región III  | Lima                    | Complejo Deportivo de Fútbol de la Videna   | Partido único                        | Sporting Victoria de Iquitos             | Loreto               | AD Nuevo Pucallpa                        | Ucayali                         |
| Región IV   | Callao                  | Facundo Ramírez Aguilar de Ventanilla       | Partido único                        | Colmillo Comas FC de Breña               | Lima                 | Aviar Soccer del Callao                  | Callao                          |
| Región V    | Huánuco (semis y final) | Municipal de Aucayacu                       | Hexagonal con semifinales y final    | Ramiro Villaverde Lazo de Huancayo (sub) | Junín                | Botica 24 Horas de Ambo                  | Huánuco                         |
| Región V    | Huánuco (semis y final) | Municipal de Aucayacu                       | Hexagonal con semifinales y final    | Ramiro Villaverde Lazo de Huancayo (sub) | Junín                | CSD 2 de Enero de Acomayo (sub)          | Huánuco                         |
| Región V    | Huánuco (semis y final) | Municipal de Aucayacu                       | Hexagonal con semifinales y final    | Ramiro Villaverde Lazo de Huancayo (sub) | Junín                | CD Municipal de Villa Rica               | Pasco                           |
| Región V    | Huánuco (semis y final) | Municipal de Aucayacu                       | Hexagonal con semifinales y final    | Ramiro Villaverde Lazo de Huancayo (sub) | Junín                | Peñarol de Huarautambo (sub)             | Pasco                           |
| Región V    | Huánuco (semis y final) | Municipal de Aucayacu                       | Hexagonal con semifinales y final    | Ramiro Villaverde Lazo de Huancayo (sub) | Junín                | Flamengo FBC de El Tambo                 | Junín                           |
| Región VI   | Ayacucho                | Municipal Eloy Molina Robles de Huanta      | Triangular (todos contra todos)      | Diosdado Franco Luján de Ica             | Ica                  | Player Villafuerte de Huanta             | Ayacucho                        |
| Región VI   | Ayacucho                | Municipal Eloy Molina Robles de Huanta      | Triangular (todos contra todos)      | Diosdado Franco Luján de Ica             | Ica                  | Golden Girls de Lircay                   | Huancavelica                    |
| Región VII  | Tacna                   | Jorge Basadre Grohman                       | Triangular (todos contra todos)      | FBC Melgar de Arequipa                   | Arequipa             | AD Virgen de la Natividad de Tacna       | Tacna                           |
| Región VII  | Tacna                   | Jorge Basadre Grohman                       | Triangular (todos contra todos)      | FBC Melgar de Arequipa                   | Arequipa             | Bolívar Academia UJCM de Moquegua        | Moquegua                        |
| Región VIII | Cusco                   | Cajonahuaylla de San Jerónimo               | Triangular (todos contra todos)      | Atlético Andahuaylas                     | Apurímac             | Club San Francisco de Asís de Chincheros | Cusco                           |
| Región VIII | Cusco                   | Cajonahuaylla de San Jerónimo               | Triangular (todos contra todos)      | Atlético Andahuaylas                     | Apurímac             | FST Barza San Román de Juliaca           | Puno                            |
| Región VIII | Cusco                   | Cajonahuaylla de San Jerónimo               | Triangular (todos contra todos)      | Atlético Andahuaylas                     | Apurímac             | No tuvo representante                    | Madre de Dios                   |

### Región I
Los presidentes de las ligas departamentales de Amazonas, Lambayeque, Piura y Tumbes designaron a la ciudad de Chachapoyas y al estadio Kuélap como escenarios para jugar la final. Para definir al campeón de esta región, se disputó un cuadrangular de todos contra todos. Real Chachapoyas fue el equipo con más puntos, se proclamó campeón de la Región I y clasificó a la Etapa Nacional.   

#### Resultados
| N.° | Fecha      | Hora       | Sede     | Estadio               | Equipo 1                      | Equipo 2                       | Resultados |
| --- | ---------- | ---------- | -------- | --------------------- | ----------------------------- | ------------------------------ | ---------- |
| 1   | 29/10/2022 | 2:00 p.m.  | Amazonas | Kuélap de Chachapoyas | Real Chachapoyas              | Universidad Nacional de Tumbes | 7-0        |
| 2   | 29/10/2022 | 4:00 p.m.  | Amazonas | Kuélap de Chachapoyas | Alianza Atlético de Sullana   | Fuerza Leonardina de Chiclayo  | 5-2        |
| 3   | 30/10/2022 | 9:00 a.m.  | Amazonas | Kuélap de Chachapoyas | Alianza Atlético de Sullana   | Universidad Nacional de Tumbes | 4-2        |
| 4   | 30/10/2022 | 11:00 a.m. | Amazonas | Kuélap de Chachapoyas | Real Chachapoyas              | Fuerza Leonardina de Chiclayo  | 6-4        |
| 5   | 31/10/2022 |            | Amazonas | Kuélap de Chachapoyas | Fuerza Leonardina de Chiclayo | Universidad Nacional de Tumbes | ¿?         |
| 6   | 31/10/2022 | 3:00 p.m.  | Amazonas | Kuélap de Chachapoyas | Real Chachapoyas              | Alianza Atlético de Sullana    | 3-2        |

#### Posiciones
| Pos. | Equipo                         | PJ | PG | PE | PP | GF | GC | Puntos | DG | Detalle                                            |
| ---- | ------------------------------ | -- | -- | -- | -- | -- | -- | ------ | -- | -------------------------------------------------- |
| 1°   | Real Chachapoyas               | 3  | 3  |    |    | 16 | 6  | 9      | 10 | Campeón regional y clasificado a la Etapa Nacional |
| 2°   | Alianza Atlético de Sullana    | 3  | 2  |    | 1  | 11 | 7  | 6      | 4  | Eliminados                                         |
| 3°   | Fuerza Leonardina de Chiclayo  | 2  |    |    | 2  | 6  | 11 | 0      | -5 | Eliminados                                         |
| 4°   | Universidad Nacional de Tumbes | 2  |    |    | 2  | 2  | 11 | 0      | -9 | Eliminados                                         |

### Región II
Tras la demora de la Liga Departamental de Cajamarca en proclamar a su campeón departamental, las ligas de Áncash, La Libertad y San Martín programaron inicialmente un triangular entre ellas para definir al campeón de la Región II. Pero Cajamarca logró proclamar a Defensores del Ilucán dentro del último plazo señalado y la modalidad de la competencia cambió intempestivamente a semifinales y final con partido único. Pese al calendario apretado, las futbolistas de Defensores del Ilucán se proclamaron campeonas de la Región II. 

#### Semifinales
| N.° | Fecha      | Hora      | Sede        | Estadio                                     | Equipo 1                         | Equipo 2                          | Resultados           |
| --- | ---------- | --------- | ----------- | ------------------------------------------- | -------------------------------- | --------------------------------- | -------------------- |
| 1   | 22/10/2022 | 3:00 p.m. | Áncash      | Valeriano López Mendiola de Casma           | CAR Universitario de Trujillo    | Academia Real Áncash FC de Huaraz | 2-2 (8-7 en penales) |
| 2   | 1/11/2022  | 3:30 p.m. | La Libertad | Víctor Raúl Haya de la Torre de El Porvenir | Defensores del Ilucán de Cutervo | Real Juanjuí FC                   | 4-1                  |

#### Final
| N.° | Fecha     | Hora      | Sede        | Estadio                                     | Equipo 1                         | Equipo 2                      | Resultados |
| --- | --------- | --------- | ----------- | ------------------------------------------- | -------------------------------- | ----------------------------- | ---------- |
| 1   | 2/11/2022 | 3:30 p.m. | La Libertad | Víctor Raúl Haya de la Torre de El Porvenir | Defensores del Ilucán de Cutervo | CAR Universitario de Trujillo | 2-0        |

### Región III
El campeón se decidió a partido único en cancha neutral. Por ello, la final entre los equipos selváticos se jugó en Lima. Sporting Victoria venció ampliamente a Nuveo Pucallpa y se proclamó campeón de la Región III.   
| N.° | Fecha     | Hora      | Sede | Estadio                                   | Equipo 1                     | Equipo 2                     | Resultado |
| --- | --------- | --------- | ---- | ----------------------------------------- | ---------------------------- | ---------------------------- | --------- |
| 1   | 9/11/2022 | 3:00 p.m. | Lima | Complejo Deportivo de Fútbol de la Videna | Sporting Victoria de Iquitos | AD Nuevo Pucallpa de Ucayali | 4-1       |

### Región IV
El campeón se decidió a partido único. El Club Juventud Callao Girls, campeón departamental del Callao, fue eliminado de jugar la final de la Región IV por "no tener su junta directiva actualizada en los registros públicos", según el Comunicado 050-2022-LDDFC. En su reemplazo, la Liga Departamental del Callao acreditó como su representante en la final al Club Aviar Soccer de la liga distrital de Mi Perú, que quedó en segundo lugar, detrás de Juventud Callao Girls.        
| N.° | Fecha     | Hora      | Sede   | Estadio                               | Equipo 1                   | Equipo 2                     | Resultado |
| --- | --------- | --------- | ------ | ------------------------------------- | -------------------------- | ---------------------------- | --------- |
| 1   | 5/11/2022 | 3:00 p.m. | Callao | Facundo Ramírez Aguilar de Ventanilla | Colmillo Comas FC de Breña | Club Aviar Soccer del Callao | 8-1       |

### Región V
La única definición que dejó participar a los campeones y subcampeones departamentales fue la Región V, por lo que esta contó con seis equipos. Primero, se jugó un Hexagonal de solamente tres fechas; luego, semifinales con los cuatro mejores del Hexagonal; y, para terminar, una final con los ganadores de las semifinales. 

#### Hexagonal
| N.° | Fecha      | Hora       | Sede    | Estadio                                | Local                              | Visita                             | Resultados |
| --- | ---------- | ---------- | ------- | -------------------------------------- | ---------------------------------- | ---------------------------------- | ---------- |
| 1   | 8/10/2022  | 10:00 a.m. | Huánuco | Municipal de Santa María del Valle     | Botica 24 Horas de Ambo            | CSD 2 de Enero de Acomayo          | 2-1 (*)    |
| 2   | 9/10/2022  | 1:00 p.m.  | Junín   | Mariscal Castilla de Huancayo          | Flamengo FBC de El Tambo           | Ramiro Villaverde Lazo de Huancayo | 0-0        |
| 3   | 9/10/2022  |            | Pasco   | Rubén Sara Castilla de Villa Rica      | CD Municipal de Villa Rica         | Peñarol de Huarautambo             | 3-0        |
| 4   | 16/10/2022 | 2:00 p.m.  | Junín   | Mariscal Castilla de Huancayo          | Ramiro Villaverde Lazo de Huancayo | CD Municipal de Villa Rica         | 8-0        |
| 5   | 16/10/2022 | 2:00 p.m.  | Huánuco | Municipal de Acomayo                   | CSD 2 de Enero de Acomayo          | Flamengo FBC de El Tambo           | 5-2        |
| 6   | 16/10/2022 | 2:00 p.m.  | Pasco   | Municipal de Yanahuanca                | Peñarol de Huarautambo             | Botica 24 Horas de Ambo            | 0-4        |
| 7   | 23/10/2022 | 3:00 p.m.  | Junín   | Municipal Vista Alegre de San Jerónimo | Flamengo FBC de El Tambo           | Peñarol de Huarautambo             | ¿?         |
| 8   | 23/10/2022 | 3:00 p.m.  | Pasco   | Rubén Sara Castilla de Villa Rica      | CD Municipal de Villa Rica         | CSD 2 de Enero de Acomayo          | ¿?         |
| 9   | 23/10/2022 | 3:00 p.m.  | Huánuco | Municipal de Santa María del Valle     | Botica 24 Horas de Ambo            | Ramiro Villaverde Lazo de Huancayo | ¿?         |

(*) El resultado del partido fue anulado de acuerdo a la resolución N° 011-LDDFH-CJ-2022 de la Liga Departamental de Fútbol de Huánuco.

#### Posiciones del Hexagonal
Los cuatro mejores colocados en la tabla de posiciones pasaron a semifinales. 
| Pos. | Equipo                             | PJ | PG | PE | PP | GF | GC | Puntos | DG | Detalle                              |
| ---- | ---------------------------------- | -- | -- | -- | -- | -- | -- | ------ | -- | ------------------------------------ |
| 1°   | Ramiro Villaverde Lazo de Huancayo | 3  | 2  | 1  |    |    |    | 7      |    | Clasificados a la semifinal regional |
| 2°   | CSD 2 de Enero de Acomayo          | 2  | 2  |    |    |    |    | 6 (*)  |    | Clasificados a la semifinal regional |
| 3°   | Flamengo FBC de El Tambo           | 3  | 1  | 1  | 1  |    |    | 4 (**) |    | Clasificados a la semifinal regional |
| 4°   | Botica 24 Horas de Ambo            | 2  | 1  |    | 1  |    |    | 3 (*)  |    | Clasificados a la semifinal regional |
| 5°   | Peñarol de Huarautambo             | 3  | 1  |    | 2  |    |    | 3      |    | Eliminados                           |
| 6°   | CD Municipal de Villa Rica         | 3  |    |    | 3  |    |    | 0      |    | Eliminados                           |

(*) En reunión del 24 de octubre del 2022, los representantes de los cuatro equipos clasificados a semifinales acordaron que la tabla de posiciones quedaba como estaba al término de la tercera fecha, sin contar con el resultado del partido anulado entre Botica 24 Horas y CSD 2 de Enero. Asimismo, acordaron programar las semifinales.
(**) Pese al acuerdo de los representantes de los cuatro equipos semifinalistas, el club Flamengo FBC, mediante el oficio N° 13 FLAFBC 2022, fechado el mismo 24 de octubre del 2022, solicitó a la Comisión de Fútbol Femenino de Huánuco reconsiderar el fixture de semifinales debido a que el reclamo y apelación sobre el partido anulado entre Botica 24 Horas y CSD 2 de Enero aún no habían sido revisados por la Comisión Disciplinaria de la FPF y debido a que los dos equipos de Huánuco jugarían prácticamente como locales ante los equipos de Junín. La reconsideración fue rechazada el 26 de octubre del 2022 por la Liga Departamental de Fútbol de Huánuco, mediante oficio N° 039-LDDF-HCO-CDFF-ER-2022.

#### Semifinales
El equipo que quedó en el primer lugar del Hexagonal enfrentó en semifinales al que quedó en la cuarta posición; mientras que los equipos que quedaron en la segunda y tercera posiciones se enfrentaron entre sí en la otra semifinal. 
| N.° | Fecha      | Hora      | Sede    | Estadio               | Equipo 1                           | Equipo 2                 | Resultados |
| --- | ---------- | --------- | ------- | --------------------- | ---------------------------------- | ------------------------ | ---------- |
| 1   | 29/10/2022 | 1:00 p.m. | Huánuco | Municipal de Aucayacu | CSD 2 de Enero de Acomayo          | Flamengo FBC de El Tambo | 4-2        |
| 2   | 29/10/2022 | 3:00 p.m. | Huánuco | Municipal de Aucayacu | Ramiro Villaverde Lazo de Huancayo | Botica 24 Horas de Ambo  | 2-1        |

#### Final
| N.° | Fecha      | Hora      | Sede    | Estadio               | Equipo 1                           | Equipo 2                  | Resultado            |
| --- | ---------- | --------- | ------- | --------------------- | ---------------------------------- | ------------------------- | -------------------- |
| 1   | 30/10/2022 | 3:00 p.m. | Huánuco | Municipal de Aucayacu | Ramiro Villaverde Lazo de Huancayo | CSD 2 de Enero de Acomayo | 1-1 (3-2 en penales) |

### Región VI
Para definir al campeón de esta región, se realizó un triangular de todos contra todos en la ciudad ayacuchana de Huanta. El equipo con más puntos sería proclamado campeón de la Región VI y clasificaría a la Etapa Nacional. 

#### Resultados
| N.° | Fecha      | Hora      | Sede     | Estadio                                | Equipo 1                     | Equipo 2                     | Resultados               |
| --- | ---------- | --------- | -------- | -------------------------------------- | ---------------------------- | ---------------------------- | ------------------------ |
| 1   | 28/10/2022 | 3:00 p.m. | Ayacucho | Municipal Eloy Molina Robles de Huanta | Player Villafuerte de Huanta | Golden Girls de Lircay       | 1-1                      |
| 2   | 29/10/2022 | 3:00 p.m. | Ayacucho | Municipal Eloy Molina Robles de Huanta | Golden Girls de Lircay       | Diosdado Franco Luján de Ica | 1-1                      |
| 3   | 30/10/2022 | 3:00 p.m. | Ayacucho | Municipal Eloy Molina Robles de Huanta | Diosdado Franco Luján de Ica | Player Villafuerte de Huanta | 1-1 (4-3 en penales) (*) |

(*) Pese a que los tres equipos empataron en puntos, en goles a favor, en goles en contra y en diferencia de goles, el equipo Golden Girls de Lircay fue descartado arbitrariamente del desempate por el título. Debido a que el partido final del triangular era entre Diosdado Franco y Player Villafuerte, estos equipos decidieron definir por penales al campeón de la Región VI sin tomar en cuenta al equipo huancavelicano.

#### Posiciones
| Pos. | Equipo                       | PJ | PG | PE | PP | GF | GC | Puntos | DG | Detalle                                            |
| ---- | ---------------------------- | -- | -- | -- | -- | -- | -- | ------ | -- | -------------------------------------------------- |
| 1°   | Diosdado Franco Luján de Ica | 2  |    | 2  |    | 2  | 2  | 2      | 0  | Campeón regional y clasificado a la Etapa Nacional |
| 2°   | Player Villafuerte de Huanta | 2  |    | 2  |    | 2  | 2  | 2      | 0  | Eliminados                                         |
| 3°   | Golden Girls de Lircay       | 2  |    | 2  |    | 2  | 2  | 2      | 0  | Eliminados                                         |

### Región VII
Para definir al campeón de esta región, se realizó un triangular de todos contra todos en la ciudad de Tacna. El equipo con más puntos sería proclamado campeón de la Región VII y clasificaría a la Etapa Nacional. 

#### Resultados
| N.° | Fecha      | Hora      | Sede  | Estadio               | Equipo 1                           | Equipo 2                           | Resultados |
| --- | ---------- | --------- | ----- | --------------------- | ---------------------------------- | ---------------------------------- | ---------- |
| 1   | 22/10/2022 | 3:00 p.m. | Tacna | Jorge Basadre Grohman | AD Virgen de la Natividad de Tacna | Bolívar Academia UJCM de Moquegua  | 5-1        |
| 2   | 23/10/2022 | 3:00 p.m. | Tacna | Jorge Basadre Grohman | FBC Melgar de Arequipa             | Bolívar Academia UJCM de Moquegua  | 1-0        |
| 3   | 24/10/2022 | 3:00 p.m. | Tacna | Jorge Basadre Grohman | FBC Melgar de Arequipa             | AD Virgen de la Natividad de Tacna | 2-1        |

#### Posiciones
| Pos. | Equipo                             | PJ | PG | PE | PP | GF | GC | Puntos | DG | Detalle                                            |
| ---- | ---------------------------------- | -- | -- | -- | -- | -- | -- | ------ | -- | -------------------------------------------------- |
| 1°   | FBC Melgar de Arequipa             | 2  | 2  |    |    | 3  | 1  | 6      | 2  | Campeón regional y clasificado a la Etapa Nacional |
| 2°   | AD Virgen de la Natividad de Tacna | 2  | 1  |    | 1  | 6  | 3  | 3      | 3  | Eliminados                                         |
| 3°   | Bolívar Academia UJCM de Moquegua  | 2  |    |    | 2  | 1  | 6  | 0      | -5 | Eliminados                                         |

### Región VIII
Para definir al campeón de esta región, se realizó un triangular de todos contra todos en San Jerónimo, Cusco. El equipo con más puntos sería proclamado campeón de la Región VIII y clasificaría a la Etapa Nacional. 

#### Resultados
| N.° | Fecha | Hora | Sede  | Estadio                       | Equipo 1                                 | Equipo 2                       | Resultados |
| --- | ----- | ---- | ----- | ----------------------------- | ---------------------------------------- | ------------------------------ | ---------- |
| 1   |       |      | Cusco | Cajonahuaylla de San Jerónimo | Club San Francisco de Asís de Chincheros | FST Barza San Román de Juliaca | 3-1        |
| 2   |       |      | Cusco | Cajonahuaylla de San Jerónimo | Club San Francisco de Asís de Chincheros | Atlético Andahuaylas           | 1-1        |
| 3   |       |      | Cusco | Cajonahuaylla de San Jerónimo | Atlético Andahuaylas                     | FST Barza San Román de Juliaca | 5-0        |

#### Posiciones
| Pos. | Equipo                                   | PJ | PG | PE | PP | GF | GC | Puntos | DG | Detalle                                            |
| ---- | ---------------------------------------- | -- | -- | -- | -- | -- | -- | ------ | -- | -------------------------------------------------- |
| 1°   | Atlético Andahuaylas                     | 2  | 1  | 1  |    | 6  | 1  | 4      | 5  | Campeón regional y clasificado a la Etapa Nacional |
| 2°   | Club San Francisco de Asís de Chincheros | 2  | 1  | 1  |    | 4  | 2  | 4      | 2  | Eliminados                                         |
| 3°   | FST Barza San Román de Juliaca           | 2  |    |    | 2  | 1  | 8  | 0      | -7 | Eliminados                                         |

## Etapa Nacional
De acuerdo al Oficio Circular N.° 007-Comisión-FF-FS-FP-FPF-2022, publicado el 3 de octubre del 2022, la Comisión de Desarrollo de Fútbol Femenino, Futsal y Fútbol Playa de la Federación Peruana de Fútbol dispuso que la Etapa Nacional se jugará en 3 fases: cuartos de final, semifinales y finales. 

### Fase I: Cuartos de final
En esta fase, los ocho campeones regionales se enfrentaron entre sí en partido único y en cancha neutral para definir a los cuatro equipos que jugaron la fase de semifinales. Las llaves de cuartos de final se determinaron por la cercanía geográfica y se jugaron entre el 12 y el 13 de noviembre del 2022. Finalmente, los cruces quedaron así:   
| Llave | Equipos                         | Región   | Equipos                          | Región   |
| ----- | ------------------------------- | -------- | -------------------------------- | -------- |
| 1     | Real Chachapoyas de Amazonas    | Región 1 | Defensores del Ilucán de Cutervo | Región 2 |
| 2     | Sporting Victoria de Iquitos    | Región 3 | Colmillo Comas FC de Breña       | Región 4 |
| 3     | Ramiro Villaverde Lazo de Junín | Región 5 | Diosdado Franco Luján de Ica     | Región 6 |
| 4     | FBC Melgar de Arequipa          | Región 7 | Atlético Andahuaylas de Apurímac | Región 8 |

#### Resultados
| Llave | Fecha      | Hora       | Sede       | Estadio                       | Pasan a Semifinales              | Eliminados                         | Resultados           |
| ----- | ---------- | ---------- | ---------- | ----------------------------- | -------------------------------- | ---------------------------------- | -------------------- |
| 1     | 13/11/2022 | 11:00 a.m. | Lambayeque | César Flores Marigorda        | Defensores del Ilucán de Cutervo | Real Chachapoyas de Amazonas       | 3-2                  |
| 2     | 12/11/2022 | 9:00 a.m.  | Lima       | Andrés Bedoya Díaz            | Diosdado Franco Luján de Ica     | Ramiro Villaverde Lazo de Huancayo | 2-1                  |
| 3     | 12/11/2022 | 11:30 p.m. | Lima       | Andrés Bedoya Díaz            | Sporting Victoria de Iquitos     | Colmillo Comas FC de Breña         | 2-2 (3-1 en penales) |
| 4     | 12/11/2022 | 3:00 p.m.  | Cusco      | Cajonahuaylla de San Jerónimo | FBC Melgar de Arequipa           | Atlético Andahuaylas de Apurímac   | 3-2                  |

De esta manera, Defensores del Ilucán, Sporting Victoria, Diosdado Franco y FBC Melgar clasificaron a las semifinales de la Copa Perú Femenina 2022, que se jugarán en Lima, al igual que la definición del título y del tercer lugar del torneo.

### Fase II: Semifinales
El 24 de noviembre del 2022, se sortearon las dos llaves de semifinales entre los cuatro campeones regionales clasificados. Las dos semifinales se jugaron el 25 de noviembre en el estadio Municipal de La Molina en Lima. El primer duelo se jugó a las 11:00 a.m. entre Melgar de Arequipa y el Sporting Victoria de Loreto; mientras que el segundo partido se jugó a las 3:00 p.m. entre Defensores del Ilucán y Diosdado Franco de Ica. El ingreso al público fue libre y fue transmitido en vivo por Nativa. FBC Melgar y Defensores del Ilucán clasificaron directamente a la Liga Femenina FPF 2023; mientras que Sporting Victoria de Iquitos y Diosdado Franco de Ica jugarán por el tercer lugar de la competencia. 
| Llave | Fecha      | Hora       | Sede | Estadio                | Pasan a la Final                 | Eliminados                   | Resultados               |
| ----- | ---------- | ---------- | ---- | ---------------------- | -------------------------------- | ---------------------------- | ------------------------ |
| 1     | 25/11/2022 | 11:00 a.m. | Lima | Municipal de La Molina | FBC Melgar de Arequipa           | Sporting Victoria de Iquitos | 0-0 (4-3 en penales)     |
| 2     | 25/11/2022 | 3:00 p.m.  | Lima | Municipal de La Molina | Defensores del Ilucán de Cutervo | Diosdado Franco Luján de Ica | 1-1 (5-3 en penales) (*) |

(*) El 26 de noviembre del 2022, el club Diosdado Franco de Ica presentó el oficio N° 028-02002-CDFL-ICA al presidente de la Comisión Disciplinaria de la FPF, reclamando por la "actuación antirreglamentaria de tres deportistas" del club Defensores del Ilucán en el partido de semifinales y solicitando se le otorgue al cuadro iqueño el triunfo por 3-0. La Comisión Disciplinaria declaró infundado el reclamo del club Diosdado Franco el mismo 26 de noviembre del 2022, mediante el Oficio N° 001-ST-CD-FPF-2022.

### Fase III: Finales
Debido al reclamo presentado contra Defensores de Ilucán ante la Comisión Disciplinaria de la FPF, los clubes Diosdado Franco de Ica y Sporting Victoria de Iquitos solicitaron conjuntamente la "suspensión" de los "partidos programados para el día domingo 27" ante la Comisión de Desarrollo de Fútbol Femenino, Futsal y Fútbol Playa de la FPF, hasta que se resuelva dicho reclamo. La solicitud conjunta, presentada el sábado 26 de noviembre, no fue admitida por la Federación Peruana de Fútbol, por lo que la jornada final se desarrolló con normalidad en La Molina, Lima.      

#### Tercer lugar
Sporting Victoria de Iquitos venció 4-2 a Diosdado Franco de Ica, logrando el tercer lugar de la Copa Perú Femenina 2022 y el derecho a jugar la Revalidación ante la UTC de Cajamarca para definir el último cupo de la Liga Femenina FPF 2023. Las futbolistas Nicole Rengifo (1-0), Verónica Villacorta (2-1), Linda Espinoza (3-1) y Grace Vásquez (4-1) anotaron para las loretanas; mientras que Camila Legua (1-1) y Fiorella Cortez (4-2) descontaron para las iqueñas. La Revalidación se jugó el 30 de noviembre de 2022 en el estadio Municipal de La Molina a las 11:00 a.m. El cuadro selvático venció 2-0 a UTC y se convirtió en el primer equipo de Loreto que participará en la Liga Femenina FPF.   
| Fecha      | Hora       | Sede | Estadio                | Tercero de la Copa           | Cuarto de la Copa            | Resultado |
| ---------- | ---------- | ---- | ---------------------- | ---------------------------- | ---------------------------- | --------- |
| 27/11/2022 | 10:00 a.m. | Lima | Municipal de La Molina | Sporting Victoria de Iquitos | Diosdado Franco Luján de Ica | 4-2       |

#### Gran Final
Con gol de Yaquelin Sucapuca en el minuto 94 del partido, FBC Melgar de Arequipa superó por 1-0 a Defensores del Ilucán de Cutervo y se consagró campeón de la Copa Perú Femenina 2022. En su camino para ganar el título, FBC Melgar disputó 19 partidos, de los que ganó 15, empató 3 y perdió 1. Anotó 83 goles y recibió solamente 11. De esta manera, el club mistiano ganó su segunda Copa Perú, ya que la primera fue obtenida por el equipo de varones en 1971. Luego de 51 años, lo lograron las mujeres. Finalmente, vale recordar que tanto el campeón como el subcampeón del torneo jugarán la Liga Femenina FPF 2023.   
| Fecha      | Hora      | Sede | Estadio                | Campeón                | Subcampeón                       | Resultado |
| ---------- | --------- | ---- | ---------------------- | ---------------------- | -------------------------------- | --------- |
| 27/11/2022 | 2:00 p.m. | Lima | Municipal de La Molina | FBC Melgar de Arequipa | Defensores del Ilucán de Cutervo | 1-0       |

|                                              |
| Campeón FBC Melgar de Arequipa Primer título |
| Asciende a Liga Femenina FPF 2023            |

|                                              |                                     |
| Defensores del Ilucán de Cutervo             | Sporting Victoria de Iquitos        |
| Subcampeón Asciende a Liga Femenina FPF 2023 | Tercero Clasifica a la Revalidación |